# Marc Armand Ruffer

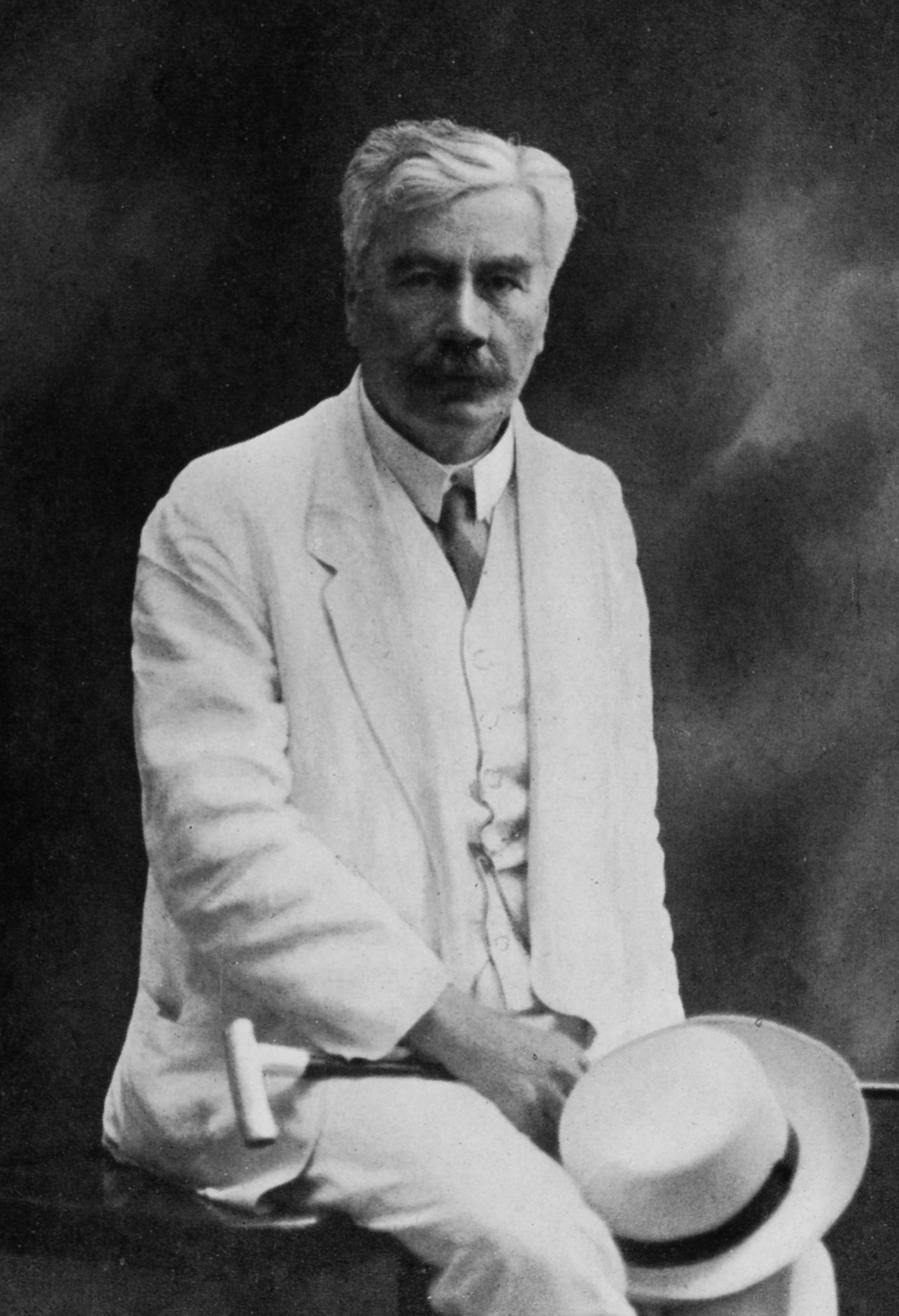
Sir Marc Armand Ruffer

Sir Marc Armand Ruffer (* 29. August 1859 in Lyon; † 15. April 1917 in der Ägäis/Griechenland nordöstlich von Milos auf einer Seefahrt von Thessaloniki nach Ägypten) war ein französisch-englischer Bakteriologe, Pathologe und Hygieniker. Er gilt als Begründer der Paläopathologie und wurde für seinen erfolgreichen Kampf gegen Cholera und andere Infektionskrankheiten zum Ritter geschlagen.

## Leben
Marc Armand Ruffer wurde 1859 als fünftes von neun Kindern einer Bankiersfamilie in Lyon geboren. Seine Mutter war Anne Caroline Prieger (1826–1890) aus Bad Kreuznach in Deutschland, sein Vater war der in Genf geborene Bankier Alphonse Charles Jacques Ruffer (1819–1896, erster Baron de Ruffer). Sie ließen ihren Sohn in Deutschland, Frankreich und England ausbilden. In Oxford graduierte dieser in Kunst und in London schloss er ein Medizinstudium ab. Danach war er als Bakteriologe und Pathologe tätig und arbeitete eine kurze Zeit mit Louis Pasteur am gleichnamigen Institut zusammen.
Am 11. November 1890 heiratete er Alice Mary Greenfield (1868–1950), Tochter eines britischen Offiziers. Aus der Ehe gingen drei Töchter hervor, Helen Muriel Ruffer (1893–1956), Alice Honora Vera Ruffer (1896–1987) und Nina Margaret Ruffer (1897–1919). Nina starb im August 1919 an den Folgen der Spanischen Grippe, wurde aber später in Vera Brittains Testament of Youth (1933) erwähnt.
Ab 1891 war er der erste Direktor des British Institute of Preventive Medicine, dem heutigen Lister Institute of Preventive Medicine; er war somit Joseph Listers direkter Vorgänger. Bei seinen Untersuchungen zur damals lebensbedrohlichen Diphtherie infizierte sich Ruffer mit dem Erreger. Durch die dadurch ausgelösten Nervenlähmungen musste er diesen Posten aufgeben.
Er fuhr daraufhin mit dem Ziel der Genesung in das warme nordafrikanische Klima nach Kairo. Kurz nach seiner Ankunft erhielt er den Lehrstuhl für Bakteriologie an der Kairo Medical School und wurde ein weltweit geschätzter Bakteriologe und Hygieniker. In Kairo untersuchte er als einer der ersten Pathologen systematisch Mumienreste und Skelette und fand dabei unter anderem Befunde von Arteriosklerose, Lungenentzündungen und Tuberkulose. Dies erreichte er, indem er ein effizientes und schonendes Verfahren zur Rehydrierung von Zellgewebe, welches Mumien entnommen wurde, entwickelte, das noch in den 1960er Jahren Bestand hatte, womit er zum Pionier der Paläopathologie wurde. Er prägte den Ausdruck „Paläopathologie“ für die pathologische Erforschung menschlicher und tierischer Überreste aus frühen Zeiten. Unter anderem entdeckte der, dass die Bilharziose bereits vor 3000 Jahren in Ägypten verbreitet war, und begründete damit die Paläoparasitologie.
Er übernahm den Vorsitz des ägyptischen Rates für „Hygiene, See und Quarantäne“, womit ihm die Ausrottung der Cholera in Ägypten gelang, was zusammen mit seinen anderen Verdiensten der Grund für den Ritterschlag als Knight Bachelor im Juli 1916 durch die britische Krone war. Weiterhin arbeitete er in der indischen Seuchenkommission mit und wurde mit Ausbruch des Ersten Weltkrieges die führende Person des ägyptischen Roten Kreuzes.
Ein weiterer großer Erfolg Ruffers war der direkte Nachweis von Tuberkulosespuren im Weichteilgewebe von ägyptischen Mumien der 21. Dynastie. Die Vermutung, dass die altägyptische Bevölkerung unter Tuberkulose litt, konnte bis dahin nur durch indirekte Nachweise bestätigt werden und das Ergebnis wurde unter Fachkollegen angezweifelt.
Er untersuchte insgesamt tausende Mumien und veröffentlichte die Ergebnisse ab 1917. Unter anderem untersuchte er 253 Skelette von Alamannen aus dem 6. bis 8. Jahrhundert aus dem Südwesten von Deutschland und fasste die Ergebnisse in seinem 1918 erschienenen Artikel „Arthritis deformans and spondylitis in ancient Egypt“ zusammen.
Marc Armand Ruffer kam im April 1917 auf dem Seeweg von Thessaloniki, wo er den Gesundheitsdienst der griechischen Regierung neu organisieren sollte, nach Ägypten bei der Versenkung des britischen Truppenschiffs HMS Arcadian durch ein deutsches U-Boot ums Leben. Vier Jahre nach seinem Tod wurden seine gesammelten wissenschaftlichen Artikel unter dem Titel „Studies in the Palaeopathalogy of Egypt“ veröffentlicht. Diese auch in Zusammenarbeit mit Arnoldo Rietti erarbeiteten Studien gelten nach wie vor als das Standardwerk der Paläopathologie.

## Veröffentlichungen (Auswahl)
- Note on the presence of “Bilharzia haematobia” in egyptian mummies of the twentieth dynasty [1250-1000 B.C.] In: British Medical Journal. Band 1, Januar 1910, Nr. 2557, S. 16, doi:10.1136/bmj.1.2557.16-a
- mit A. Rietti: On osseous lesions in ancient Egyptians. In: J. Path. Bact. Band 16, 1911/1912, S. 439 ff. Auch in: Marc Armand Ruffe: Studies in the Palaeopathology of Egypt. Hrsg. von R. L. Moodie. University of Chicago Press, Chicago 1921, S. 93 ff.
- Arthritis deformans and spondylitis in ancient Egypt. 1918. Auch in: Studies in the Palaeopathology of Egypt (S. 212 ff.)
- Studies in the Palaeopathology of Egypt. Hrsg. von R. L. Moodie. University of Chicago Press, Chicago 1921.